# Erik Freitag
Erik Freitag (* 1. Februar 1940 in Wien) ist ein österreichischer Komponist und Violinist.

## Leben
Erik Freitag studierte Violine an der Universität für Musik und darstellende Kunst Wien, unter anderem bei Eduard Melkus und dann Komposition bei Karl-Birger Blomdahl an der Königlich Schwedischen Musikakademie.
Von 1964 bis 1967 war er Geiger im Sveriges Radio Symfoniorchester und von 1967 bis 1970 im Stockholms Filharmoniska Orchester. Danach leitete er bis 2003 die Musikschule Wien-Ottakring. 1987 gründete er mit Eugene Hartzell und René Staar das Ensemble Wiener Collage, das sich der Interpretation zeitgenössischer Werke insbesondere österreichischer Komponisten widmet.

## Auszeichnungen
- Förderungspreis des Bundesministeriums für Unterricht und Kunst 1975
- Förderungspreis der Stadt Wien 1979
- Theodor Körner-Preis 1988
- Composer in Residence der Northwestern Univ. of Michigan/USA 1996

## Werke
- Hymnus – Kantate für Sprecher, Tenor, gemischten Chor, Altflöte, Harfe, Vibraphon und Violine, 1970
- Kleine Suite für Streicher und Klavier, 1972
- Moving Studies – Szenen für Tänzer, 1973
- Drei Stücke für Streichquartett, 1976
- Drei Miniaturen für Klavier zu vier Händen, 1977
- Divertimento für Bläserquintett, 1977
- Transformationen – für Violine und Klavier nach der lettischen Weise "Araji, ecetaji", 1978
- Suite für Orchester – aus ‘Moving Studies’, 1978
- Limericks – (5 songs for mezzo and 6 instruments), 1978
- Zwei Sätze für Streicher, 1980
- Sonate (Nachtstücke) für Violine und Viola, 1980
- Suite für die Jugend für Orchester, 1981
- Elegie und Tanz für Oboe und Streichquartett, 1981
- Ouverture danoise für Orchester, 1982
- El retablo de la catedral de Tarragona, 1982, 1992, 2000
- Quasi una marcia für Kammerorchester, 1983
- Strindberg – Licht und Schatten – (ljus och skugga), 1985, 2008
- Linee per violino solo, 1985
- Drei Stücke für Klavier, 1985
- Hommage à un grand artiste, 1986
- Triade, 1987
- Passages in the wind – (Bariton and 7 instruments), 1987
- Konzert für Violine und Orchester, 1998
- Seis canciones castellanas, 1989
- Quintett 1989
- Zwölf Duos für zwei Violinen, 1990
- Sonate für Violoncello und Klavier, 1990
- Reflections in air für Streichtrio, 1990
- Helle Nacht für Streichorchester, 1990
- Augenblick eines Fauns für Altflöte, 1990
- Nocturne, 1992
- Idun, 1992
- Yotziguanazí – Tres leyendas centroamericanas, 1994
- Triaphonie I, 1995
- Soul-Sky – nach dem Poem von John Gracen Brown, 1995
- Immagini, 1995
- Circuits Magiques – pour quatuor à cordes, 1996
- Triaphonie II, 1997
- Triaphonie III, 1998
- in der todesstunde von alfons alfred schmidt, Bühnenspiel für Sänger, Sprecher und 7 Instrumentalisten, 1998
- Quintett 2000
- 6 Lieder für mittlere Stimme und Schlagzeug, 2000
- Triaphonie IV, 2001
- Canciones Espanolas Antiguas, 2001
- Concerto da Camera für Kammerorchester, 2002
- Pablos Galerie, 2004
- Marsyas&Apollo, 2004
- En svensk jullegend (Eine schwedische Weihnachtslegende), 2005
- Triaphonie V – Omar Chajjam, 2006
- Concertino für Marimba und Streicher, 2006